# 吉本道雅
吉本 道雅（よしもと みちまさ、1959年 - ）は、東洋史学者、京都大学大学院文学研究科教授。

## 人物・来歴
岡山県生まれ。1987年に京都大学大学院文学研究科博士後期課程研究指導認定退学（東洋史学専攻）、京都大学文学部助手。1994年に立命館大学文学部助教授、2001年に教授。2004年に京都大学大学院文学研究科教授。2005年に「中国先秦史の研究」で、京都大学文学博士（京都大学）の学位を取得。東洋史研究会会長。史学研究会理事長。

### 家族
妻は、清朝乾隆帝の末裔で立命館アジア太平洋大学教授の愛新覚羅烏拉熙春（吉本智慧子）。

## 著作一覧
単著
- 『史記を探る その成り立ちと中国史学の確立』東方書店 1996.5（東方選書）
- 『中国先秦史の研究』京都大学学術出版会 2005.9（東洋史研究叢刊）
- 『内蒙古東部における青銅器文化関係資料の調査に基づく先秦時代北方民族の研究』科研費報告書 2009
- 『内蒙古東部・遼寧西部における出土資料の調査に基づく鮮卑・契丹史の研究』科研費報告書 2013
- 『出土文献に基づく左伝学の再構築』科研費報告書 2016

共著
- 『韓半島から眺めた契丹・女真』京都大学学術出版会 2011.9
- 『新出契丹史料の研究』松香堂書店 2012.12
- 『大中央胡里只契丹国─遙輦氏発祥地の点描─』松香堂書店 2015.1
- 『ロシア・アルハラ河畔の女真大字墨書一女真・契丹文字遺跡をたどって一』朋友書店 2017

共編著
- 『京都と北京 日中を結ぶ知の架橋』紀平英作共編 角川学芸出版 2006.12

翻訳
- 『最後の公爵愛新覚羅恒煦 激動の中国百年を生きる』朝日選書 1996.9
- 『周代中国の社会考古学』京都大学学術出版会 2006.12